# Ampelodesmos
Ampelodesmos is een geslacht uit de grassenfamilie (Poaceae). De soorten van dit geslacht komen voor in het Middellandse Zeegebied.

## Soorten
Van het geslacht zijn de volgende soorten bekend: 
- Ampelodesmos ampelodesmon
- Ampelodesmos mauritanicus